# 鄂霍次克冰杜父魚
鄂霍次克冰杜父魚，為輻鰭魚綱鮋形目杜父魚亞目杜父魚科的其中一種，為溫帶海水魚，分布於西北太平洋日本海至鄂霍次克海海域，棲息深度10-210公尺，體長可達30公分，棲息在底層水域，生活習性不明。

## 扩展阅读
維基物種上的相關：鄂霍次克冰杜父魚